# Гандальв Альвгейрссон
Гандальв Альвгейрссон (др.-сканд. Gandálf Álfgeirsson) — полулегендарный норвежский конунг, правитель Вингулмарка.
Гандальв упомянут Снорри Стурлусоном в его «Круге Земном». Согласно Снорри, Гандальв получил владения от своего отца Альвгейра и сражался за него с сыном Гудрёда Охотника, Хальвданом Чёрным. В конце концов им удалось прийти к соглашению и разделить Вингулмарк между собой.
Сразу после смерти Гандальва, его сыновья Хюсинг, Хельсинг и Хаке устроили засаду Хальвдану Чёрному. Но тот бежал, поднял армию и разбил братьев. Хюсинг и Хельсинг были убиты, а Хаке бежал из страны. С этих пор Хальвдан стал править всем Вингулмарком.